# Steve Brûlé
Steve Brûlé (né le 15 janvier 1975 à Montréal, dans la province de Québec au Canada) est un joueur professionnel canadien de hockey sur glace,.

## Carrière de joueur
Joueur dominant dans la Ligue de hockey junior majeur du Québec au début des années 90. Il y connait deux saisons de 100 points et plus et se mérite quelques honneurs individuels. Il passe ensuite chez les professionnels où il remporte dès ses premiers pas dans la Ligue américaine de hockey la Coupe Calder avec les River Rats d'Albany.
Après six saisons passées dans le club-école des Devils du New Jersey, il joue finalement une partie avec le grand club lors des séries éliminatoires de la saison 1999-2000, inscrivant par le fait même son nom sur la Coupe Stanley.
Il retourne ensuite dans les ligues mineures avant de jouer deux autres parties dans la Ligue nationale de hockey en 2002-2003.
En 2004-2005, il choisit de s'exiler en Europe pour y poursuivre sa carrière. Il s'aligne alors pour un club allemand, les Krefeld Pinguine. Après une autre saison en Allemagne, il en joue une en Autriche puis signe avec le HC Coire, club évoluant dans la seconde division du championnat de Suisse de hockey sur glace. Après quelques clubs, il se retrouve en fin de saison 2010-2011 avec le HC Viège avec lequel il remporte le championnat.
Le 23 juin 2011 il revient au Canada, alors qu'il signe un contrat avec les Marquis de Saguenay de la Ligue nord-américaine de hockey.
Après avoir remporté la Coupe Canam avec les Marquis de Jonquière au terme de la saison 2012-2013, il décide de prende sa retraite.

## Statistiques de carrière
| Saison       | Équipe                      | Ligue        |     | Saison régulière | Saison régulière | Saison régulière | Saison régulière | Saison régulière |    | Séries éliminatoires | Séries éliminatoires | Séries éliminatoires | Séries éliminatoires | Séries éliminatoires |
| Saison       | Équipe                      | Ligue        | PJ  | B                | A                | Pts              | Pun              | PJ               | B  | A                    | Pts                  | Pun                  |                      |                      |
| 1990-1991    | Cantonniers de Montréal-Est | MAAA         | 35  | 25               | 30               | 55               | 20               | -                | -  | -                    | -                    | -                    |                      |                      |
| 1991-1992    | Montréal-Bourassa           | MAAA         | 40  | 33               | 37               | 70               | 46               | 9                | 9  | 7                    | 16                   | 10                   |                      |                      |
| 1992-1993    | Lynx de Saint-Jean          | LHJMQ        | 70  | 33               | 47               | 80               | 46               | 4                | 0  | 0                    | 0                    | 9                    |                      |                      |
| 1993-1994    | Lynx de Saint-Jean          | LHJMQ        | 66  | 41               | 64               | 105              | 46               | 5                | 2  | 1                    | 3                    | 0                    |                      |                      |
| 1994-1995    | Lynx de Saint-Jean          | LHJMQ        | 69  | 44               | 64               | 108              | 42               | 7                | 3  | 4                    | 7                    | 8                    |                      |                      |
| 1994-1995    | River Rats d'Albany         | LAH          | 3   | 1                | 4                | 5                | 0                | 14               | 9  | 5                    | 14                   | 4                    |                      |                      |
| 1995-1996    | River Rats d'Albany         | LAH          | 80  | 30               | 21               | 51               | 37               | 4                | 0  | 0                    | 0                    | 17                   |                      |                      |
| 1996-1997    | River Rats d'Albany         | LAH          | 79  | 28               | 49               | 77               | 34               | 16               | 7  | 7                    | 14                   | 12                   |                      |                      |
| 1997-1998    | River Rats d'Albany         | LAH          | 80  | 34               | 43               | 77               | 34               | 13               | 8  | 3                    | 11                   | 4                    |                      |                      |
| 1998-1999    | River Rats d'Albany         | LAH          | 78  | 32               | 52               | 84               | 35               | 5                | 3  | 1                    | 4                    | 4                    |                      |                      |
| 1999-2000    | River Rats d'Albany         | LAH          | 75  | 30               | 46               | 76               | 18               | 5                | 1  | 2                    | 3                    | 0                    |                      |                      |
| 1999-2000    | Devils du New Jersey        | LNH          | -   | -                | -                | -                | -                | 1                | 0  | 0                    | 0                    | 0                    |                      |                      |
| 2000-2001    | Moose du Manitoba           | LIH          | 78  | 21               | 48               | 69               | 22               | 13               | 3  | 10                   | 13                   | 12                   |                      |                      |
| 2001-2002    | Mighty Ducks de Cincinnati  | LAH          | 77  | 21               | 42               | 63               | 50               | 3                | 0  | 1                    | 1                    | 0                    |                      |                      |
| 2002-2003    | Bears de Hershey            | LAH          | 49  | 18               | 19               | 37               | 30               | 5                | 4  | 0                    | 4                    | 8                    |                      |                      |
| 2002-2003    | Avalanche du Colorado       | LNH          | 2   | 0                | 0                | 0                | 0                | -                | -  | -                    | -                    | -                    |                      |                      |
| 2003-2004    | Bears de Hershey            | LAH          | 79  | 29               | 29               | 58               | 82               | -                | -  | -                    | -                    | -                    |                      |                      |
| 2004-2005    | Krefeld Pinguine            | DEL          | 51  | 18               | 29               | 47               | 51               | -                | -  | -                    | -                    | -                    |                      |                      |
| 2005-2006    | EV Duisbourg                | DEL          | 31  | 8                | 15               | 23               | 36               | -                | -  | -                    | -                    | -                    |                      |                      |
| 2005-2006    | Huskies de Cassel           | DEL          | 18  | 2                | 4                | 6                | 22               | 5                | 0  | 1                    | 1                    | 2                    |                      |                      |
| 2006-2007    | Graz 99ers                  | EBEL         | 38  | 20               | 27               | 47               | 59               | -                | -  | -                    | -                    | -                    |                      |                      |
| 2007-2008    | HC Coire                    | LNB          | 31  | 26               | 24               | 50               | 96               | -                | -  | -                    | -                    | -                    |                      |                      |
| 2008-2009    | HC Viège                    | LNB          | 40  | 29               | 37               | 66               | 85               | 9                | 3  | 12                   | 15                   | 8                    |                      |                      |
| 2009-2010    | HC Thurgovie                | LNB          | 42  | 24               | 37               | 61               | 20               | -                | -  | -                    | -                    | -                    |                      |                      |
| 2010-2011    | HC Thurgovie                | LNB          | 33  | 20               | 16               | 36               | 10               | -                | -  | -                    | -                    | -                    |                      |                      |
| 2010-2011    | HC Viège                    | LNB          | 12  | 5                | 13               | 18               | 8                | 17               | 6  | 6                    | 12                   | 8                    |                      |                      |
| 2011-2012    | Marquis de Saguenay         | LNAH         | 46  | 29               | 41               | 70               | 4                | 6                | 2  | 5                    | 7                    | 6                    |                      |                      |
| 2012-2013    | Marquis de Jonquière        | LNAH         | 38  | 14               | 26               | 40               | 32               | 11               | 5  | 7                    | 12                   | 0                    |                      |                      |
| Totaux LNH   | Totaux LNH                  | Totaux LNH   | 2   | 0                | 0                | 0                | 0                | 1                | 0  | 0                    | 0                    | 0                    |                      |                      |
| Totaux LAH   | Totaux LAH                  | Totaux LAH   | 600 | 223              | 304              | 527              | 313              | 65               | 32 | 19                   | 51                   | 49                   |                      |                      |
| Totaux LNB   | Totaux LNB                  | Totaux LNB   | 158 | 104              | 127              | 231              | 219              | 31               | 12 | 19                   | 31                   | 18                   |                      |                      |
| Totaux DEL   | Totaux DEL                  | Totaux DEL   | 100 | 28               | 48               | 76               | 109              | 5                | 0  | 1                    | 1                    | 2                    |                      |                      |
| Totaux LHJMQ | Totaux LHJMQ                | Totaux LHJMQ | 205 | 118              | 175              | 293              | 194              | 16               | 5  | 5                    | 10                   | 17                   |                      |                      |
| Totaux LHJMQ | Totaux LHJMQ                | Totaux LHJMQ |     | 84               | 44               | 67               | 110              | 36               |    | 19                   | 7                    | 12                   | 19                   | 6                    |

## Trophées et honneurs personnels
- Ligue nationale de hockey
  - 2000 : gagne la Coupe Stanley avec les Devils du New Jersey.
- Ligue de hockey junior majeur du Québec
  - 1993 : récipiendaire du trophée Michel-Bergeron remis à la recrue offensive.
  - 1993 : nommé dans l'équipe d'étoiles des recrues
  - 1995 : nommé dans la 2e équipe d'étoiles
- Ligue américaine de hockey
  - 1995 : champion de la Coupe Calder avec les River Rats d'Albany
- Ligue nationale B
  - 2011 : champion de la ligue avec le HC Viège
- Ligue nord-américaine de hockey
  - 2011-2012 : remporte le Trophée du joueur le plus gentilhomme et élu sur l'équipe d'étoiles avec les Marquis de Saguenay.
  - 2012-2013 : remporte la Coupe Canam avec les Marquis de Jonquière.